# マックス・ヴァルシャイト
マクシミリアン・リヒャルト・ヴァルシャイト (Maximilian Richard Walscheid, 1993年6月13日 - ) はドイツ、ノイヴィート出身の自転車競技選手。
2016年、1月23日にトレーニング中、ジョン・デーゲンコルプやワレン・バルギルら他のチーム・ジャイアント＝アルペシンの5人のメンバーとともに、路上を逆走してきた自動車と衝突する交通事故に遭い脛骨などを骨折したが、7月のドイツ選手権では2位に入る復活を遂げた。

## 主な戦績
出典:
2014
ロードレース・ドイツ選手権U-23 優勝
ツール・ド・ベルリン
1st Stages 4 & 5
2015
ケルネン・オムロープ・エヒト・スステルン
ツール・ド・ベルリン総合2位
区間1勝（第4）
8th オムロープ・ファン・ヘット・ハウトラント 8位
2016
ロードレース・ドイツ選手権 2位
ツアー・オブ・ハイナン
1st  ポイント賞
区間5勝（第3, 4, 5, 7 & 9）
2018
ツール・ド・ヨークシャー　区間優勝（第3ステージ）
シュパルカッセン・ミュンスターラント・ジロ　優勝
2019
オムロープ・ファン・ヘット・ハウトラント　優勝
2020
ツール・ド・ランカウイ　 ポイント賞（第3,8ステージ優勝）
2021
世界選手権自転車競技大会ロードレース チームタイムトライアル混合リレー  優勝
2022
グランプリ・ド・ドナン 優勝
2024
オコロ・スロベンスカ 区間優勝（第1ステージ・チームタイムトライアル）
オムロープ・ファン・ヘット・ハウトラント 優勝